# Chessmaster
Chessmaster är ett schackspel utvecklat av Ubisoft. 2002 hade spelet salts i over fem miljoner exemplar, vilket gjorde spelserien till världens bäst säljande schackfranchise.

### Fotnoter
1. 1 2  ”The Chessmaster”. NES DB. 28 februari 1990. Arkiverad från originalet den 19 april 2014. https://web.archive.org/web/20140419025259/http://www.nesdb.se/game_more.php?id=247&rid=1. Läst 18 april 2014.
2. ↑  Chessmaster 9000 Review
3. ↑  Nintendo Magasinet. Power Player 11/12, Sida 16-17 Recension: Chessmaster NES.